# Viaggi andalusi
I viaggi minori o chiamati anche viaggi andalusi sono state una serie di viaggi d'esplorazione durante l'età delle scoperte, in un arco temporale dal 1499 al 1500. Alcuni storici estendono questo periodo fino al 1510, altri fino al 1521.
Si identificano come minori perché non erano finanziati dai grandi imperi ma avevano un'iniziativa privata, con l'obiettivo di trovare oro ed espandere i commerci. Un altro obiettivo era quello di verificare le tesi di Cristoforo Colombo, fermo nella sua tesi di aver raggiunto Cipango, dunque le Indie orientali, talvolta definendo queste terre come il paradiso terrestre , ma che i resoconti di questi viaggi non trovava corrispondenza.
I protagonisti di questi viaggi sono:
- Alonso de Ojeda: fu suo il primo viaggio, con Juan de la Cosa e Amerigo Vespucci, lasciò Puerto de Santa María il 18 maggio 1499, passando per Capo Verde.
- Vicente Yáñez Pinzón: scoprì le coste del Brasile nel gennaio 1500, tre mesi prima dell'arrivo di Pedro Álvares Cabral, storicamente considerato lo scopritore del Brasile.
- Diego de Lepe: nel 1500 seguì la rotta di Vicente Yáñez Pinzón e raggiunse più a sud di quanto i suoi predecessori avessero raggiunto.
- Pedro Alonso Niño: esplorò le coste dell'Africa ed accompagnò Cristoforo Colombo nel suo terzo viaggio che portò alla scoperta di Trinidad e della foce dell'Orinoco. Dopo il ritorno in Spagna, Niño si preparò ad esplorare le Indie per conto suo.
- Vasco Núñez de Balboa: il 25 settembre dell'anno 1513, attraversato l'istmo centro-americano vide per la prima volta le acque di un grande oceano sino ad allora sconosciuto. Il nuovo mare venne chiamato "Mare del Sud", l’attuale Oceano Pacifico.
- Cristóbal Guerra: ha fatto tre viaggi in America con suo fratello Juan. Nella prima, con la spedizione di Pedro Alonso Niño (1499-1500), arrivò alle Isole Margarita e alla Costa delle Perle, dove tornò nel 1500-1501.
- João de Lisboa: sappiamo di lui che accompagnò Tristao da Cunha nel viaggio del 1506 ed esplorò la costa del Rio de La Plata in una spedizione del 1511. Partecipò alla spedizione che il duca di Bragança fece ad Azamor, nel 1513, che tornò in India con la flotta di Diogo Lopes de Sequeira nel 1518. Morì durante il viaggio della flotta di Filipe de Castro lungo la costa orientale dell'Africa, nel 1525.
- Juan Diaz de Solis: nel 1497 organizzò un viaggio a cui partecipò anche Amerigo Vespucci, il primo per l'esploratore italiano. Nel 1514 iniziò a preparare un viaggio nell'intento di cercare il passaggio verso le isole delle spezie. Con tre navi ed un equipaggio di 70 uomini salpò da Sanlúcar de Barrameda l'8 ottobre del 1515.